# Vossholz

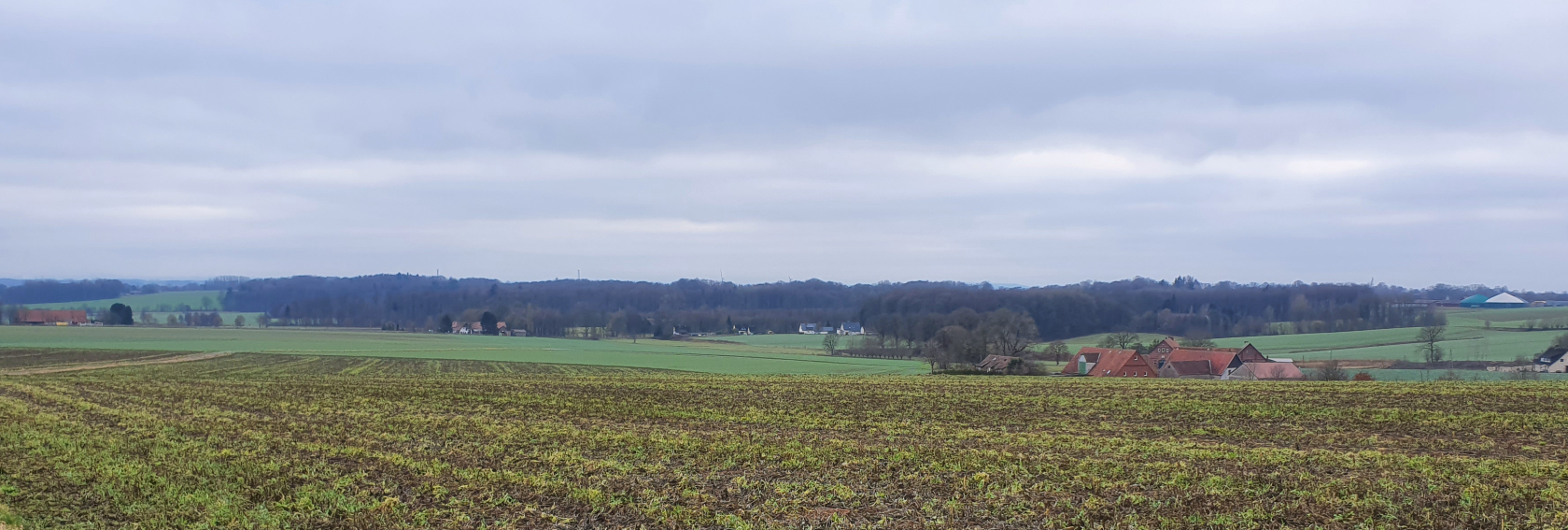
Vossholz von Schwenningdorf aus

Das Vossholz (oder Voßholz) ist ein Waldgebiet in der Gemeinde Rödinghausen im Nordosten Nordrhein-Westfalens.

## Beschreibung
Das Vossholz ist neben dem Bustedter Holz einer der letzten abseits von Höhenzügen gelegenen, größeren, zusammenhängenden Wälder im äußerst waldarmen Kreis Herford. Das rund 86 Hektar große Gebiet liegt westlich des Gut Böckel. Im Vossholz befinden sich die Quellen des Dornmühlenbachs und seiner zahlreichen Zuflüsse. Deren zumeist in eingeschnittenen Kerbtälern verlaufende Oberläufe prägen das überwiegend aus Buchen-Mischwald bestehende Waldgebiet.

## Geschichte

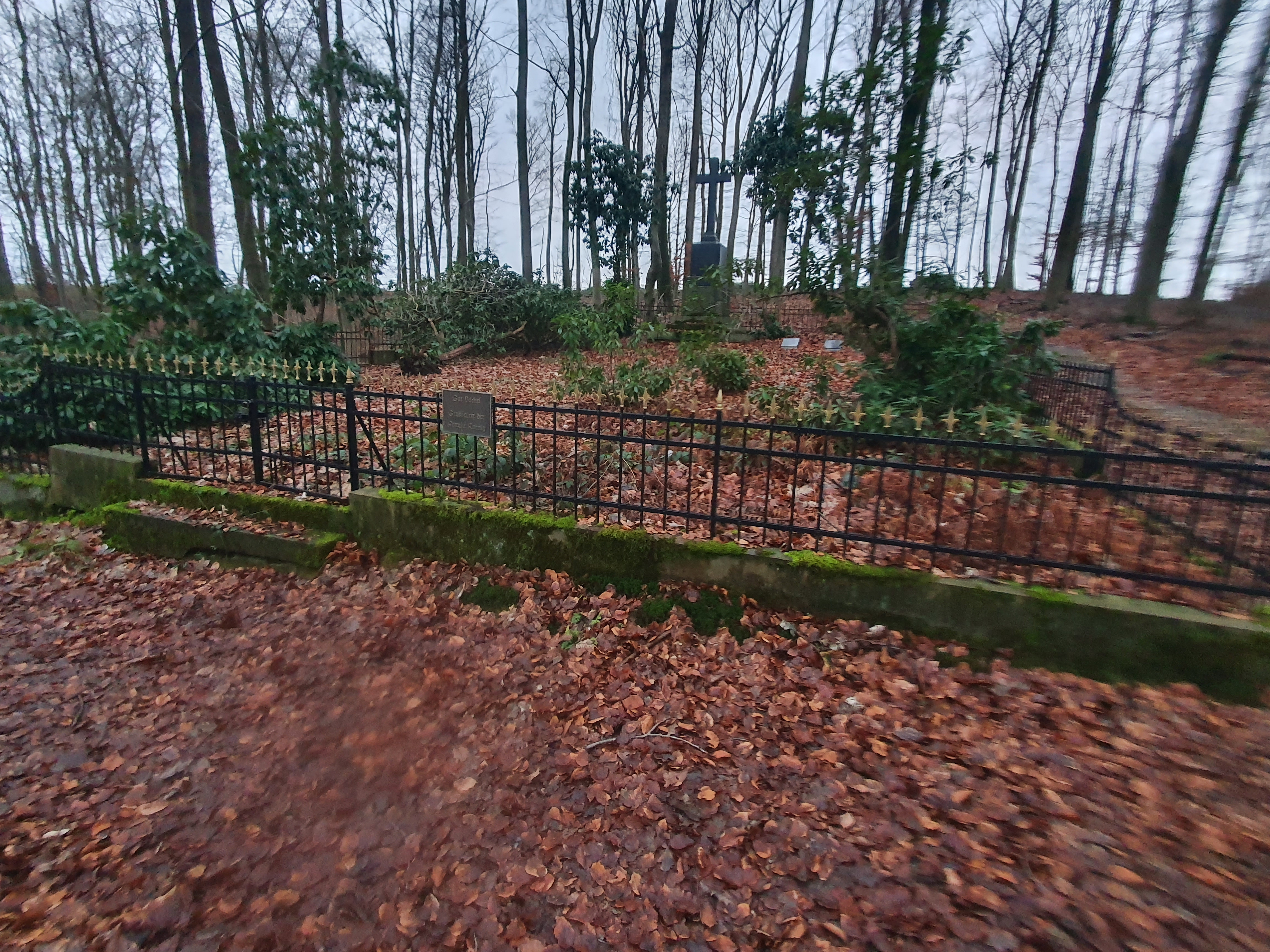
Erbbegräbnis der Familie Koenig

Den Vorbesitzern des Guts Böckel aus der Adelsfamilie Voss verdankt der Wald seinen Namen. Im Vossholz befindet sich seit Ende des 19. Jahrhunderts das Erbbegräbnis der vormaligen Gutsbesitzer Koenig. Unter anderem ist hier die Schriftstellerin Hertha Koenig begraben. Ihr Verwandter und Ornithologe Alexander Koenig nutzte das Vossholz für die Vogeljagd. Einige der dort erlegten Exemplare finden sich heute in der Sammlung des Museum Koenig in Bonn.

## Tourismus
Am Wanderparkplatz Böckelblick beginnen drei Rundwege. Das Waldgebiet ist Namensgeber des Wanderwegs Vossholzweg der von Haus Kilver über das Vossholz bis nach Bünde führt.